# 声優バラエティー SAY!YOU!SAY!ME!
『声優バラエティー SAY!YOU!SAY!ME!』（せいゆうバラエティーセイユーセイミー）は、テレビ愛知とAT-Xで2011年に放送されたバラエティ番組である。レギュラー番組は2011年4月から10月までの半年間放送され、その後も不定期に特別番組を放送したことがある。
タイトルの「SAY!YOU!SAY!ME!」部分は「SAY! YOU! SAY! ME!」「SAY!YOU! SAY!ME!」とも。「声優バラエティー」は省略されることも。

## 概要
声優にスポットを当て、新たなコンテンツを制作していく番組だった。
総合プロデュースは伊平崇耶（日活）。

## 出演者

### スタジオ出演者
MC
細谷佳正（声優）
名越涼子（当時テレビ愛知アナウンサー）
| 月         | 回    | SKE48（紹介順） | SKE48（紹介順） | SKE48（紹介順） | ゲスト            |
| ---------- | ----- | --------------- | --------------- | --------------- | ----------------- |
| 2011年04月 | 01–04 | 松下唯 (会長)   | 矢方美紀        | 秦佐和子        | 早見沙織          |
| 2011年05月 | 05–08 | 松下唯 (会長)   | 古川愛李        | 秦佐和子        | 下田麻美          |
| 2011年06月 | 11–13 | 松下唯 (会長)   | 熊谷健太郎      | 秦佐和子        | 江口拓也          |
| 2011年07月 | 14–17 | 松下唯 (会長)   | 仲西環          | 秦佐和子        | 近藤孝行          |
| 2011年08月 | 19–21 | 松下唯 (会長)   | 平松可奈子      | 秦佐和子        | 野中藍            |
| 2011年09月 | 22–24 | 松下唯 (会長)   | 古川愛李        | 秦佐和子        | 大久保瑠美        |
| 2011年09月 | 25    | 松下唯 (会長)   | 古川愛李        | 秦佐和子        | 仲村宗悟          |
| 2011年09月 | 26    | 松下唯 (会長)   | 古川愛李        | 秦佐和子        | 櫻井孝宏 小西克幸 |

通常、MC2人、SKE48から3人（固定2人・月替わり1人）、マンスリーゲスト1人の、計6人で進行。ただし、一部の回では特別企画（9・10回は「声優密着ドキュメント」、18回は「NG集」）のためMC2人のみとなった。
ラスト2回のスタジオゲストは「マンスリーゲスト」とは紹介されず、最終回の2人のゲストは「スペシャルゲスト」と紹介された（おそらく9月マンスリーゲストは大久保瑠美のみの扱い）。

### VTR出演者
ナレーション
大川透
その他、各コーナー出演者。

## 収録場所
毎回テロップで表示される。
| 月         | 回    | テロップでの場所                                | 詳細                                     |
| ---------- | ----- | ----------------------------------------------- | ---------------------------------------- |
| 2011年04月 | 01    | テレビ愛知本社1St 美術倉庫                      | St = スタジオ                            |
| 2011年04月 | 02    | テレビ愛知本社1St 隅                            |                                          |
| 2011年04月 | 03–04 | テレビ愛知本社1St                               | 『ハヤルンダモン探偵団』のスタジオセット |
| 2011年05月 | 05–06 | ランの館                                        |                                          |
| 2011年05月 | 07–08 | テレビ愛知「3時のつボッ!」スタジオ              | テレビ愛知本社1階ロビー                  |
| 2011年06月 | 09–10 | テレビ愛知 栄スタジオサブ                       |                                          |
| 2011年06月 | 11–13 | 矢場とん 矢場町本店                             |                                          |
| 2011年07月 | 14–17 | ウェスティンナゴヤキャッスル                    |                                          |
| 2011年08月 | 18    | テレビ愛知本社スタジオ                          |                                          |
| 2011年08月 | 19–21 | 秋葉原パセラ電気街店 最上階【ガーデンスイート】 | [ 注釈 1 ]                               |
| 2011年09月 | 22–24 | ぐんま総合情報センター ぐんまちゃん家ち         |                                          |
| 2011年09月 | 25–26 | テレビ愛知本社1St 美術倉庫前                    |                                          |

## コーナー
番組公式サイトのトップページでは、8つのコーナー（のちに、第2クールに開始した「ミソキィホームズ 東京なごや化計画」を加えた9コーナー）と、特別扱いの「47都道府犬」が紹介されていた。以下は、「47都道府犬」を除き公式サイト掲載順。

### 47都道府犬
1話約30秒の短編アニメ。日本全国の都道府県にちなんだ「ご当地キャラ犬」が登場（北海道、大阪と京都も犬。ただし東京のみ兎）。ご当地出身の声優が地元の方言を使って犬の声を演じた。
毎週2話放送され、毎話1匹がフィーチャーされた。ほとんどの犬はその1話のみの登場だった（まれに再登場もあった）。ただし、愛知犬・愛媛犬・静岡犬・山梨犬・福岡犬の5匹（表では太字）は、フィーチャーされる回とは無関係に、1〜2話から頻繁に登場した。この5匹は一時提供バックにも使われていた。47話で47都道府犬を紹介し終わったあとは、レギュラーの5匹を再度フィーチャーしたEX01〜EX05が放送された。後に単独でDVD化された。また、2012年6月30日に放送された「ちょっと早い夏祭り特番」では新作の『47都道府犬 2012年夏』の#01と#02が放送された。
なお、2014年1月から日本テレビで放送される『犬猫アワー 47都道府犬R&にゃ〜めん』内にて「47都道府犬R」として声優を一新して新作が放送を開始した。後にNHK Eテレで放送された『Let's天才てれびくん』（2016年度まで）にてどちゃもんの声を、一部共通する声優が存在している（例として「福岡犬」と「ちゃっちゃくちゃら」の声を担当した阿澄佳奈、「愛媛犬」と「みぽんひめ」の声を担当した水樹奈々などが挙げられる）。
| 回 | 話         | 犬       | 都道府県 | 声優         | キャラのモチーフ | サブタイトル               |
| -- | ---------- | -------- | -------- | ------------ | ---------------- | -------------------------- |
| 01 | #01        | 愛知犬   | 愛知県   | 戸松遥       | エビフライ       | 愛知犬の戸惑い             |
| 01 | #02        | 愛媛犬   | 愛媛県   | 水樹奈々     | みかん           | とれたてフレッシュ愛媛犬   |
| 02 | #03        | 静岡犬   | 静岡県   | 増田ゆき     | 静岡茶           | ほっと一息静岡犬           |
| 02 | #04        | 山梨犬   | 山梨県   | 志村由美     | ぶどう           | 愛されて山梨犬             |
| 03 | #05        | 高知犬   | 高知県   | 小野大輔     | 土佐犬           | ボーイズビー高知犬         |
| 03 | #06        | 佐賀犬   | 佐賀県   | 井上剛       | 有田焼           | 佐賀犬と危険な世界         |
| 04 | #07        | 宮崎犬   | 宮崎県   | 咲野俊介     | ピーマン         | ヘルシネス宮崎犬           |
| 04 | #08        | 新潟犬   | 新潟県   | 広橋涼       | 日本酒           | 新潟犬は飲んでも飲まれるな |
| 05 | #09        | 福岡犬   | 福岡県   | 阿澄佳奈     | 明太子           | 福岡犬の生態観察           |
| 05 | #10        | 奈良犬   | 奈良県   | 白石涼子     | 奈良の大仏       | カウントアップ奈良犬       |
| 06 | #11        | 北海道犬 | 北海道   | 水橋かおり   | ジャガイモ       | 北海道の嫉妬               |
| 06 | #12        | 京都犬   | 京都府   | 雪野五月     | 芸子             | 京都犬の深き愛             |
| 07 | #13        | 宮城犬   | 宮城県   | 佐藤聡美     | こけし           | 都市伝説宮城犬             |
| 07 | #14        | 岩手犬   | 岩手県   | 桑島法子     | わんこそば       | 岩手犬のバランス           |
| 08 | #15        | 石川犬   | 石川県   | 新谷良子     | 茄子             | 一富士二鷹三石川犬         |
| 08 | #16        | 兵庫犬   | 兵庫県   | 寿美菜子     | プリン           | ドッヂ兵庫犬               |
| 09 | #17        | 岡山犬   | 岡山県   | 金元寿子     | 桃               | 岡山犬のしきたり           |
| 09 | #18        | 埼玉犬   | 埼玉県   | 竹達彩奈     | 埴輪             | ともだちいっぱい埼玉犬     |
| 10 | #19        | 長野犬   | 長野県   | 伊藤かな恵   | わさび           | 誠意の長野犬               |
| 10 | #20        | 富山犬   | 富山県   | 谷井あすか   | いか             | 富山犬の逆襲               |
| 11 | #21        | 鳥取犬   | 鳥取県   | 下田麻美     | 砂丘             | 鳥取犬の包容力             |
| 11 | #22        | 大分犬   | 大分県   | 岩男潤子     | しいたけ         | こんな妹が俺の大分犬       |
| 12 | #23        | 福井犬   | 福井県   | 石塚運昇     | ラッキョウ       | チェケラッチョ福井犬       |
| 12 | #24        | 秋田犬   | 秋田県   | あおきさやか | なまはげ         | 裁きの鉄槌秋田犬           |
| 13 | #25        | 三重犬   | 三重県   | 水田わさび   | アコヤ貝         | モテモテアイテム三重犬     |
| 13 | #26        | 群馬犬   | 群馬県   | 田中敦子     | 温泉まんじゅう   | レベルアップ群馬犬         |
| 14 | #27        | 茨城犬   | 茨城県   | 飛田展男     | 納豆             | ネバーエンディング茨城犬   |
| 14 | #28        | 鹿児島犬 | 鹿児島県 | 大川透       | 桜島             | そこに鹿児島犬があるから   |
| 15 | #29        | 大阪犬   | 大阪府   | 小野坂昌也   | たこ焼き         | 喋り場大阪犬               |
| 15 | #30        | 熊本犬   | 熊本県   | 釘宮理恵     | スイカ           | エンドレスサマー熊本犬     |
| 16 | #31        | 島根犬   | 島根県   | 成瀬誠       | 勾玉             | 守られしもの島根犬         |
| 16 | #32        | 福島犬   | 福島県   | 保志総一朗   | 起き上がり小法師 | 七転び八起き福島犬         |
| 17 | #33        | 青森犬   | 青森県   | 勝生真沙子   | リンゴ           | 青森犬式ダイエット法       |
| 17 | #34        | 山口犬   | 山口県   | 若本規夫     | フグ             | プックラプクプク山口犬     |
| 18 | #35        | 滋賀犬   | 滋賀県   | 間宮くるみ   | 甲賀忍者         | 滋賀犬忍法帳               |
| 18 | #36        | 栃木犬   | 栃木県   | 緑川光       | いちご           | 栃木犬100%                 |
| 19 | #37        | 神奈川犬 | 神奈川県 | 日笠陽子     | 焼売             | 30秒クッキング神奈川犬     |
| 19 | #38        | 岐阜犬   | 岐阜県   | 立花慎之介   | 枝豆             | ぐぎぎぎぎ岐阜犬           |
| 20 | #39        | 徳島犬   | 徳島県   | 豊崎愛生     | なると           | 今日は徳島犬祭りの日       |
| 20 | #40        | 山形犬   | 山形県   | 遠藤綾       | サクランボ       | 二人は山形犬               |
| 21 | #41        | 和歌山犬 | 和歌山県 | 小西克幸     | 梅干し           | 和歌山犬スパイラル         |
| 21 | #42        | 長崎犬   | 長崎県   | 立木文彦     | カステラ         | しっとりプレシャス長崎犬   |
| 22 | #43        | 香川犬   | 香川県   | 中村悠一     | うどん           | うどん大国香川犬           |
| 22 | #44        | 沖縄犬   | 沖縄県   | 新垣樽助     | シーサー         | 沖縄犬のエクソシスト       |
| 23 | #45        | 千葉犬   | 千葉県   | 吉野裕行     | 落花生           | ミョルニル千葉犬           |
| 23 | #46        | 広島犬   | 広島県   | 細谷佳正     | もみじ饅頭       | 白球はともだち広島犬       |
| 24 | #47        | 東京兎   | 東京都   | 野沢雅子     | 雷門             | 第四十七回東京兎花火大会   |
| 24 | EX01       | 福岡犬   |          |              |                  | 福岡犬の青春               |
| 25 | EX02       | 山梨犬   |          |              |                  | アフロディーテ山梨犬       |
| 25 | EX03       | 静岡犬   |          |              |                  | フェニックス静岡犬         |
| 26 | EX04       | 愛媛犬   |          |              |                  | 愛媛犬の四国オフ           |
| 26 | EX05       | 愛知犬   |          |              |                  | 愛知犬世にはばかる         |
| SP | 2012夏 #01 | 福岡犬   |          |              |                  | 福岡犬の憂鬱               |
| SP | 2012夏 #02 | 栃木犬   |          |              |                  | ロマンチスト栃木犬         |

### 声優アイドルユニット企画
新人声優の中から、各界の優れたプロデューサーたちがオーディション、ユニットを結成して活動を計画する企画。第1回から。
プロデューサーとして青木健（音楽プロデューサー）、田中貴（サニーデイ・サービス）、ATSUO（BLACK JAXX）などが番組に登場した。
オーディションに合格したユニットメンバーは
| 氏名       | 読み            | 愛称       | 所属                 | 出身地             |
| ---------- | --------------- | ---------- | -------------------- | ------------------ |
| 古木のぞみ | ふるき のぞみ   | のんちゃん | マウスプロモーション | 長崎県（五島列島） |
| 藤村鼓乃美 | ふじむら このみ | にゃー     | AIR AGENCY           | 福岡県             |
| 三上遥香   | みかみ はるか   | みかみん   | 81プロデュース       | 神奈川県           |
| 森千早都   | もり ちさと     | ちーちゃん | AIR AGENCY           | 静岡県             |

このコーナーのほか、スタジオトークに登場することもある。

### ミルキィホームズ 東京なごや化計画
ミルキィホームズ（三森すずこ・徳井青空・佐々木未来・橘田いずみ）の4人が、味噌についての研究・開発をし、第2の名古屋名物を生み出して、東京に名古屋をPRする。第14回からほぼ毎週放送していた。
たい焼き・もんじゃなどに味噌を加えてみた。ナカモの味噌が使われたが、胡麻アレルギーの三森のために「ゴマなしつけてみそかけてみそ」が特別に製造された。
2012年3月10日には、コーナー単体のDVD（新作「ミソキィクッキング」も収録）と、ナカモとのコラボレーション商品「つけてみそ かけてみそ」のミルキィホームズ オリジナルパッケージが、愛知県芸術劇場でのブシロードカードゲームLIVE2012にて先行販売された。

### 体感型ビジュアルサウンドドラマ企画「ヒカリ」
音響監督 岩浪美和を中心に、映画館で体感できるビジュアルサウンドドラマ「ヒカリ」を制作した。
キャストとして
- 神谷浩史（武藤啓介 役）
- 小野大輔（司 役）
- 森川智之（医師 役）
- 野島健児（修二 役）
- 岡本信彦（浩太 役）

が出演し、収録にはバイノーラル録音が使われた。
2011年9月11日に東京のルミネ池袋内シネ・リーブル池袋で、9月17日に名古屋パルコ内センチュリーシネマで試写会が開催された。10月29日にそれらの2館で公開されたほか11月26日には大阪のシネ・リーブル梅田でも公開された。

### こにたんといっしょ!
小西克幸が予算1万円で作った企画をもとに、毎回小西がホストとしてゲストを招いていろんな遊びをしていく。
|   | 月         | 回    | ゲスト     | サブタイトル                                                       |
| - | ---------- | ----- | ---------- | ------------------------------------------------------------------ |
| 1 | 2011年04月 | 01–04 | 生天目仁美 | 「いきなりなんだけどドライブでもしてみる？」編                     |
| 2 | 2011年05月 | 05–06 | 置鮎龍太郎 | 「5月5日はこどもの日、だから体力測定なんじゃないかな？」編         |
| 3 | 2011年07月 | 14–15 | 安元洋貴   | 「梅雨も明けることだし、美味しいものでも食べてみたいじゃない？」編 |
|   | 2011年08月 | 18    |            | （未放送分の編集）                                                 |
| 4 | 2011年09月 | 25    |            | 「まあ勢いで名古屋まで来ちゃったけど、やっとく？編」               |

第25回では小西がスタジオに登場し、そのまま第26回のスペシャルゲストの1人となった。

### SKE48 オリジナルアニメを作って声優にも挑戦しちゃおう!
SKE48の松下唯・秦佐和子・古川愛李（古川は途中参加）が、自らストーリーを作り、オリジナルアニメを制作する企画。
アニメ制作にはマッドハウスが全面協力。渡邉こと乃監督で3人が主演する短編アニメ「のらのらの〜ら」が制作中され、第26回で放送された。

### 小野坂昌也の会いたくて会えなくて稲植える
小野坂昌也が古川愛李に会うために、おにぎりを田植えから作る。
第7回から不定期放送。しかし、収穫時期は10月5日ごろで番組終了に間に合わないということになり、うやむやのうちに終了したと思われたが、その後放送された『緊急特番「ヒカリ」公開スペシャル!』にて続行中であることが確認された。

### なんでも強引にアフレコしてみよう!
声の付いていないキャラクターや物に対し強引にアフレコする。
| 回 | サブタイトル     | No.    | 担当声優          | No.    | 担当声優          |
| -- | ---------------- | ------ | ----------------- | ------ | ----------------- |
| 01 | 「メリ夫くん編」 | その1  | 櫻井孝宏          | その2  | 大原さやか        |
| 02 | 「メリ夫くん編」 | その3  | 秋元羊介          | その4  | 鳥海浩輔          |
| 03 | 「ヤキイモ編」   | その1  | 檜山修之          | その2  | 新井里美          |
| 04 | 「ヤキイモ編」   | その3  | 近藤隆            | その4  | 下野紘            |
| 05 | 「メリ夫くん編」 | その5  | 加藤英美里        | その6  | 羽多野渉          |
| 06 | 「メリ夫くん編」 | その7  | 家弓家正          | その8  | くまいもとこ      |
| 07 | 「メリ夫くん編」 | その9  | 水橋かおり        | その10 | 阪口大助          |
| 08 | 「メリ夫くん編」 | その11 | 関俊彦            | その12 | 新井里美          |
| 09 | 「留守番電話編」 | その1  | 井上和彦          | その2  | 子安武人          |
| 10 | 「留守番電話編」 | その3  | 堀内賢雄          | その4  | 諏訪部順一        |
| 11 | 「メリ夫くん編」 | その13 | 鈴村健一          | その14 | 安元洋貴          |
| 12 | 「メリ夫くん編」 | その15 | 近藤隆            | その16 | 檜山修之          |
| 13 | 「メリ夫くん編」 | その17 | 豊口めぐみ        | その18 | 玄田哲章          |
| 14 | 「メリ夫くん編」 | その19 | 久川綾            | その20 | 石塚運昇          |
| 15 | 「メリ夫くん編」 | その21 | 広橋涼            | その22 | 岸尾だいすけ      |
| 16 | 「メリ夫くん編」 | その23 | 沢城みゆき        | その24 | 稲田徹            |
| 17 | 「工事看板編」   | その1  | 玄田哲章          | その2  | 鈴村健一          |
| 18 | 「留守番電話編」 | その5  | 沢城みゆき        | その6  | 岸尾だいすけ      |
| 19 | 「工事看板編」   | その3  | 豊口めぐみ        | その4  | 安元洋貴          |
| 20 | 「留守番電話編」 | その7  | 石塚運昇          | その8  | 広橋涼            |
| 21 | 「留守番電話編」 | その9  | 久川綾            | その10 | 稲田徹            |
| 22 | 「メリ夫くん編」 | その25 | 下野紘            | その26 | 高山みなみ        |
| 23 | 「メリ夫くん編」 | その27 | 緑川光            | その28 | 黒田崇矢          |
| 24 | 「タワー兄弟編」 | その1  | 佐藤利奈 斎藤千和 | その2  | 深町寿成 吉野裕行 |
| 25 | 「タワー兄弟編」 | その3  | 高山みなみ 野中藍 | その4  | 黒田崇矢 緑川光   |
| 26 | 「メリ夫くん編」 | その29 | 斎藤千和          | その30 | 佐藤利奈          |

1. ↑  「メリ夫くん編」のメリ夫は岩井美樹（名古屋タレントビューロー所属）が声を当てており、声が付いていないキャラではない。
2. ↑  「タワー兄弟編」の出演者は各2人。表の上段が兄の東京タワー、下段が弟の東京スカイツリー。

### 声優密着ドキュメント
近年、活動範囲が広くなった“声優”という職業に対し、新しい声優像をその活動に密着することで見出していくドキュメント。
| 月         | 回    | ゲスト   | ゲスト     |
| ---------- | ----- | -------- | ---------- |
| 2011年06月 | 09–10 | 藤原啓治 | 喜多村英梨 |

### 朗読の部屋
エンディング後、2人の「読み人」が月替わりで、様々な場所で様々な文章を朗読する。
| 月         | 放送回 | 「読み人」 | 朗読内容 | 朗読場所                                           |
| ---------- | ------ | ---------- | --- | -------------------------------------------------- |
| 2011年04月 | 01–02  | 間島淳司   | 『ぜのん様である!』 著 おかゆまさき 電撃文庫刊                                                              | エレベーター                                       |
| 2011年04月 | 03–04  | 間島淳司   | 『ぜのん様である!』 著 おかゆまさき 電撃文庫刊                                                              | 書斎                                               |
| 2011年05月 | 05–08  | 井上喜久子 | 牛角 メニュー表                                                                                             | 公園                                               |
| 2011年06月 | 09     | 間島淳司   | 『ぜのん様である!』                                                                                         | 公園                                               |
| 2011年06月 | 10–11  | 間島淳司   | 『ぜのん様である!』                                                                                         | パセラリゾーツ新宿靖国通り店                       |
| 2011年06月 | 12–13  | 間島淳司   | 『ぜのん様である!』                                                                                         | 渋谷スクランブル交差点（バックグラウンド映像のみ） |
| 2011年07月 | 14–17  | 井上喜久子 | 近畿日本ツーリスト海外パッケージ旅行ホリディ 「こどもと一緒!家ぞぱっく ハワイ 成田・羽田発」 2011 7/15–9/30 | 寺                                                 |
| 2011年08月 | 18     | 間島淳司   | 『ぜのん様である!』                                                                                         | 自宅                                               |
| 2011年08月 | 19     | 間島淳司   | 『ぜのん様である!』                                                                                         | バス停                                             |
| 2011年08月 | 20     | 間島淳司   | 『ぜのん様である!』                                                                                         | 空港                                               |
| 2011年08月 | 21     | 間島淳司   | 『ぜのん様である!』                                                                                         | 機内                                               |
| 2011年09月 | 22–26  | 井上喜久子 | 『かちかち山 語りつぎたい日本の昔話』 小峰書店 小澤昔ばなし大学再話研究会/杉浦範茂                          | 洋館                                               |

## その他のコーナー

### 再現ドラマ
企画会議の様子を再現ドラマで紹介する。外国人の俳優を使ったドラマに、声優の声がアテレコされた。
出演者は下記のとおり:
| 役                      | 声優           |
| ----------------------- | -------------- |
| ディレクター/住田陽一   | 新垣樽助       |
| 構成作家/福本岳史       | 楠見尚己       |
| プロデューサー/伊平崇耶 | てらそままさき |
| AP/志治雄子             | （声なし）     |

ただしスタッフ本人の出演はない。また、実際のAPは男性の志治雄一郎である。
第5回（「声優密着ドキュメント」企画）、第11回（グッズ企画） （ほか？）。

### NG集
第18回。

### のらのらの〜ら
「SKE48 オリジナルアニメを作って声優にも挑戦しちゃおう!」コーナーの成果である、SKE48主演の短編アニメ。約8分。第26回（最終回）で放送された。
のらうさぎ・のらねこ・のらいぬの3匹が人間に変身してアイドルを目指すというストーリー。
登場キャラ - 声優
- のらうさぎ - 松下唯（SKE48）
- のらねこ - 秦佐和子（SKE48）
- のらいぬ - 古川愛李（SKE48）
- きつね - 細谷佳正（番組MCの1人）

スタッフ
- キャラクター/ストーリー原案 - 松下唯、秦佐和子
- 監督/脚本/絵コンテ/演出 - 渡邉こと乃
- キャラクターデザイン/作画監督 - 川元まりこ
- アニメーション制作 - マッドハウス
- 製作 -「SAY!YOU!SAY!ME!」製作委員会

主題歌
- 劇中歌 -「パレオはエメラルド」（作詞 秋元康 / 作曲 五戸力 / 編曲 原田ナオ / 歌 SKE48）
- エンディングテーマ -「積み木の時間」（作詞 秋元康 / 作曲・編曲 田辺恵二 / 歌 SKE48）

## 特別番組

### 緊急特番「ヒカリ」公開スペシャル!
レギュラー放送終了から約1ヶ月後の2011年11月2日に初の特番となる『緊急特番「ヒカリ」公開スペシャル!』が放送された。出演は名越涼子とSKE48の古川愛李、秦佐和子の3人で、レギュラー放送でメインMCを務めた細谷佳正とこの時すでにSKE48を卒業している松下唯は出演していない。
- 体感型ビジュアルサウンドドラマ企画「ヒカリ」の監督および出演者による座談会VTR
- 47都道府犬 傑作選 - #31、#39
- 「こにたんといっしょ!」第4.1弾 <生き芝居を馬鹿にした名越アナをとっちめろ〜!!>
- 小野坂昌也の会いたくて会えなくて稲植える

### 夜と朝のあいだスペシャル!
2012年3月20日の28:30-29:00（夜と朝の間）に放送。出演者は細谷佳正と名越涼子の両名で今回SKE48の出演はなかったが、声優アイドルユニット企画で誕生したワンリルキスが出演した。収録は3時のつボッ!スタジオで行われた。
- スタジオパート
- 声優アイドルユニット企画
- ワンリル喫茶 - ワンリルキスのアニメ化作品。声優はワンリルキスで自分自身のキャラクターを演じる。今回の放送では#01『ワンリル喫茶オープン!』、#02『ドジッ娘デー開催』が放送された。制作スタッフは47都道府犬と同様で原作はNiPo、制作はポリアンナグラフィックス。
- ミソキィホームズ 東京なごや化計画

### エイプリルフールとゴールデンウィークのあいだスペシャル
2012年4月24日21:00から、Ustreamで生配信された。

### ちょっと早い夏祭り特番
2012年6月30日に放送された特別番組（AT-Xでは6月23日に放送）。出演は名越涼子とSKE48の古川愛李と秦佐和子のほか、細谷佳正と小西克幸がビデオ出演した。
内容はスタジオパートのほか、47都道府犬の新作やワンリルキス新曲ミュージックビデオ、新コーナー「古川愛李のまんが道」などが放送された。なお、古川愛李のまんが道のコーナーは古川の漫画力をアップするための企画で、漫画家の大和田秀樹から漫画の描き方の指導を受けるというものであった。

## ワンリルキスのSAY!YOU!SAY!ME!R!
2011年12月より放送されていたインターネットラジオ。パーソナリティは声優ユニットのワンリルキスで毎週木曜にUstreamで放送。番組放送当初はユニット名が未決定であったため『○○○○のSAY!YOU!SAY!ME!R!』として放送されていた。2013年9月5日の配信回をもって終了。全87回。

## スタッフ

### 全体
- 企画：伊平崇耶、阿部祥三、中村直樹、納屋僚介
- プロデューサー：住田陽一、鈴木勇人、山崎明日香、竹川洋志、白川大樹
- アシスタントプロデューサー：志治雄一郎
- 製作著作：「声優バラエティー SAY!YOU!SAY!ME!」製作委員会

### スタジオ収録
- 構成：福本岳史
- 技術協力：アイプロ、クロステレビV
- 制作：宇野潔（アイプロ）、原武好文（クロステレビV）
- 音楽：ROUND TABLE、北川勝利
- 制作プロダクション：日活
- 制作協力：マウスプロモーション、ピタゴラス・プロモーション、テレビ愛知
- 協力：株式会社エム

### 47都道府犬
- 原作：NiPo
- ディレクター：浜田朗
- キャラクターデザイン：西田志野
- デザイナー：西田大介、鎌木茉衣、鈴木知子
- 音響演出：納谷僚介
- 音響制作担当：上田恵美香
- 制作：ポリアンナグラフィックス

### こにたんといっしょ!
- ディレクター：飯島崇男（エスフィールド）

### なんでも強引にアフレコしてみよう!
- 音響演出：納谷僚介
- 音響制作担当：大坪絢

### 朗読の部屋
- 協力：アスキー・メディアワークス電撃文庫編集部

### のらのらの〜ら
「のらのらの〜ら」参照（番組エンディングではなく「のらのらの〜ら」エンディングでクレジットされた）。

## 放送日時
| 放送地域 | 放送局     | 放送期間                | 放送日時                                                                   | 備考                               |
| -------- | ---------- | ----------------------- | -------------------------------------------------------------------------- | ---------------------------------- |
| 愛知県   | テレビ愛知 | 2011年4月7日 - 9月29日  | 木曜 25時30分 - 26時00分                                                   | 地上波及び系列キー局では唯一放送。 |
| 日本全域 | AT-X       | 2011年4月10日 - 10月2日 | 日曜 10時00分 - 10時30分 日曜 23時00分 - 23時30分 土曜 17時00分 - 17時30分 | リピートあり                       |

## 関連商品

### DVD／Blu-ray
- 47都道府犬（2012年4月2日、08）
- 47都道府犬 2012夏（2012年8月24日、08）
- ミソキィホームズ 東京なごや化計画（2012年6月13日、08）
- こにたんといっしょ（前編）（2012年8月24日、08）
- こにたんといっしょ（後編）（2012年8月24日、08）
- 体感型ビジュアルサウンドドラマ『ヒカリ』（2012年11月17日、ムービック）

### CD
- 47都道府犬WEBラジオ 愛知犬と福岡犬のギリギリ!コンプライアンス（2013年1月30日、インディーズ）